# خر
خر یا الاغ یا درازگوش (Equus africanus asinus) جانوری اهلی از خانوادهٔ اسبان است. خر وحشی آفریقایی جد وحشی خرهای اهلی است. این حیوان حدود ۷ هزار سال پیش  توسط دامداران در کنیا و شاخ آفریقا اهلی شد. انسان‌ها از این جانور بیشتر برای بارکشی استفاده می‌کنند. در گذشته در روستاهای ایران پرورش خر زیاد بود. اما هم اکنون جمعیت خرها در ایران در حال کم شدن است. جمعیت خران دنیا به بیش از ۴۰ میلیون رأس می‌رسد. خر در فرهنگ عامیانه بسیاری از کشورها نماد حماقت و لجاجت است.
یک خر میانه اندام تا ناحیهٔ شانه، حدود یک متر بلندی دارد. اما نژادهای گوناگون آن اندازه‌های متفاوتی دارند. خر سیسیلی تنها ۶۱ سانتیمتر قد می‌کشند. در حالی که خر آمریکایی با بلندای ۱۶۷ سانتیمتر هم دیده شده‌اند. رنگ خر از سفید تا خاکستری یا سیاه گوناگون است. هرچند خر از اسب کندروتر هستند اما گام‌های استواری دارد و می‌تواند بارهای سنگین را در راه‌های دشوار با خود بکشد. قاطر حیوان دورگه‌ای است که از جفتگیری خر نر و اسب ماده (مادیان) زاده می‌شود و قدرت بارکشی آن بسیار بیشتر از خر و اسب است. از جفتگیری نریان و ماده خر نیز یابو زاده می‌شود که در انگلیس به آن hinny می‌گویند.
واژه‌نامه لانگمن در تعریف خر این حیوان را خاکستری یا قهوه‌ای، شبیه اسب با گوش‌هایی بلند تعریف می‌کند.

## انواع
معروف‌ترین نژادهای خرهای اهلی:
- خر تبتی
- خر معمولی
- خر شامی
- خر قبرسی
- خر حبشی

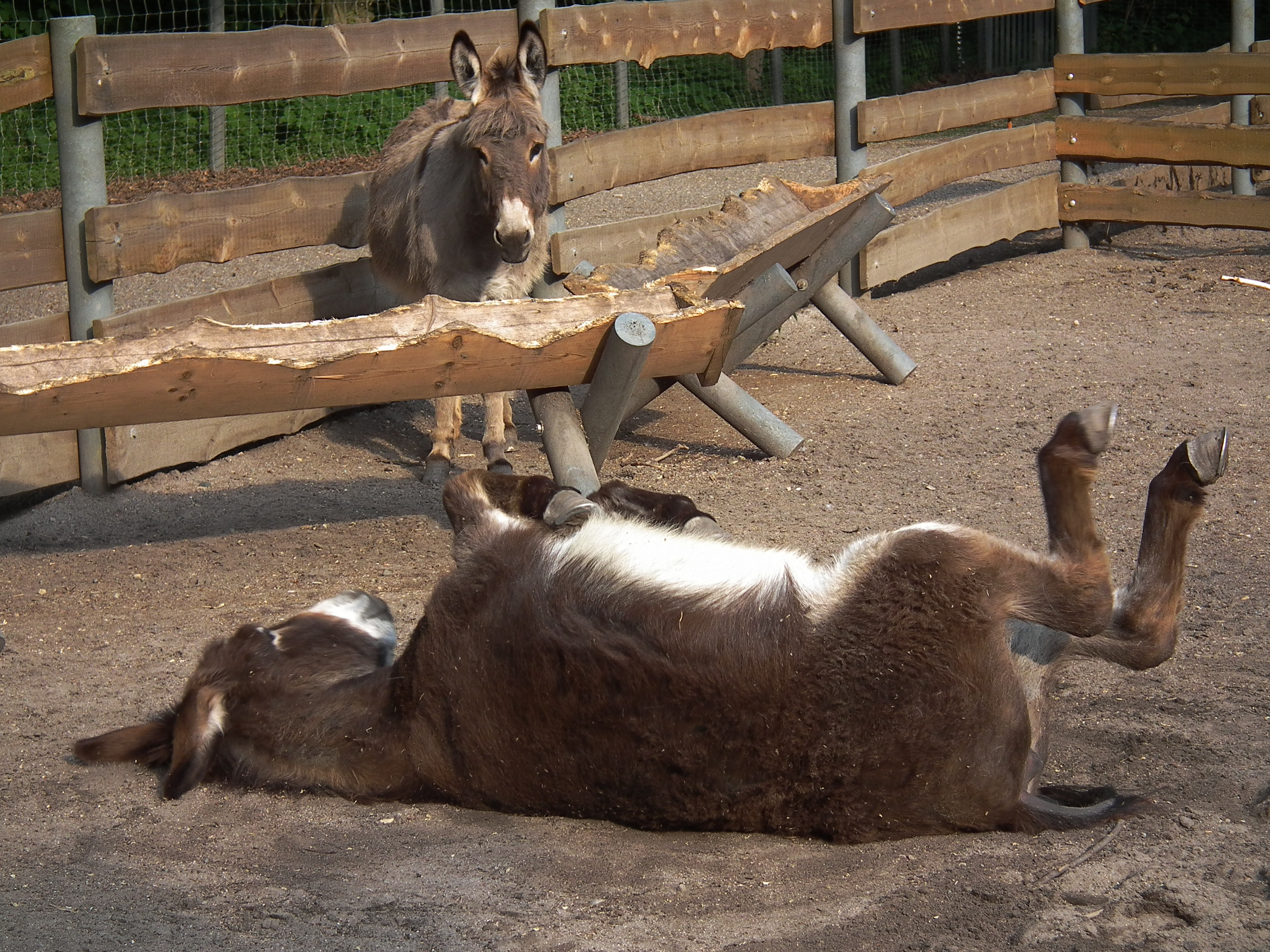
خری در حال غلت زدن

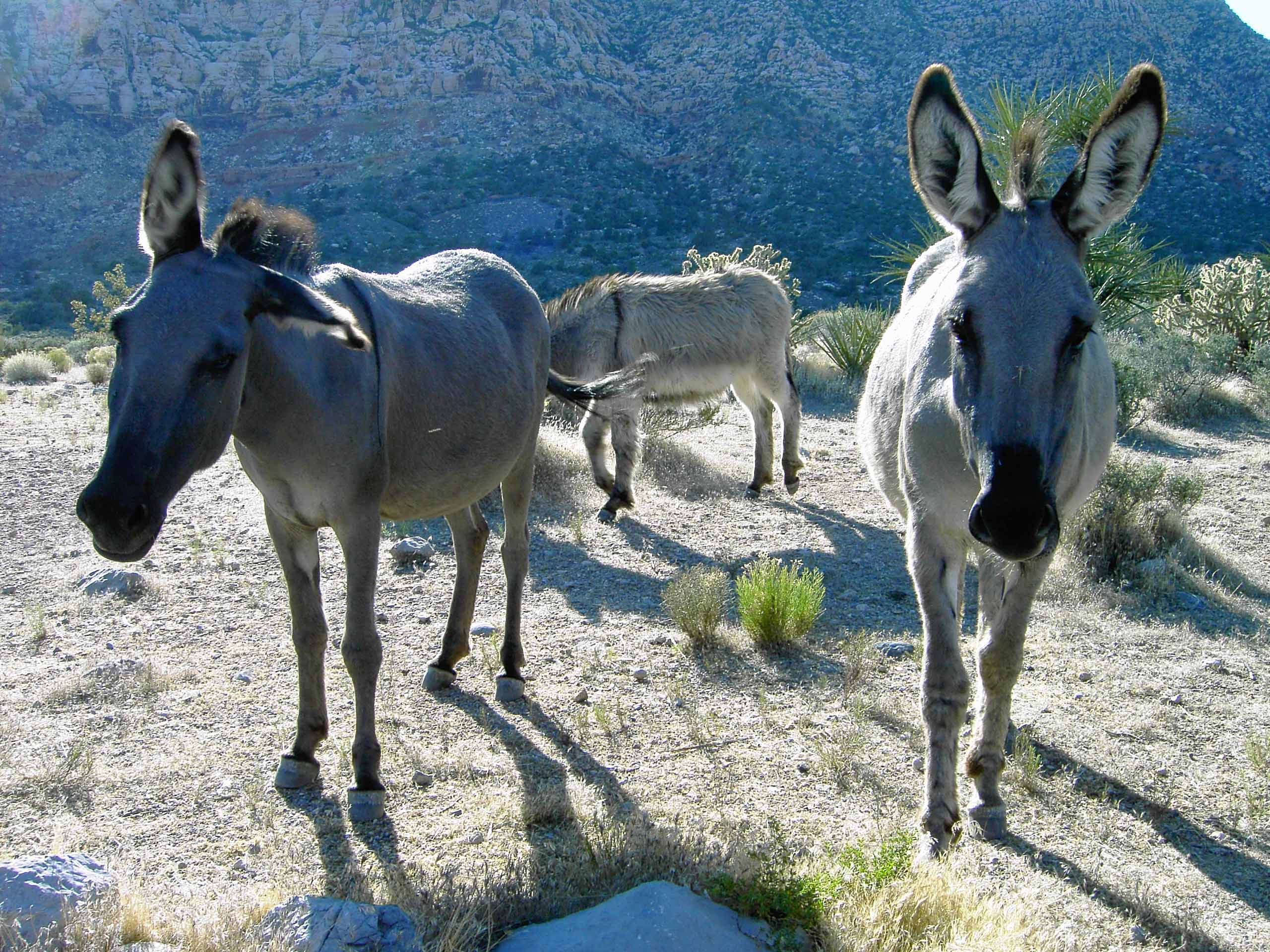
خر فِرال در ایالت نوادا، ایالات متحده آمریکا

خر امروزه به گونه وحشی فقط در شمال آفریقا، از سومالی گرفته تا حدود رود نیل زندگی می‌کند. حال آنکه در زمان‌های قدیم گروه‌های وحشی آن در شرق و مرکز آفریقا و در آسیای صغیر به حد وفور وجود داشت.
درازگوش‌ها به صورت دسته‌های ۱۰۰ تا ۱۵۰ نفری به سر می‌برند و بیش‌تر در مناطق بی‌آب‌وعلف زندگی می‌کنند و خوراک آنها علف، بوته، و برگ درختان است. آن‌ها بسیار قانع، بردبار، و زحمت‌کش هستند و به همین دلیل مورد سوءاستفاده بشر قرار گرفته‌اند.
قد خرها در نواحی مختلف جهان فرق می‌کند. برای نمونه، قد خرهای هند و سومالی خیلی کوتاه است. رنگ آن‌ها هم در جاهای مختلف دنیا فرق می‌کند.

## پیشینه
خر حدود ۷ هزار سال پیش  توسط دامداران در کنیا و شاخ آفریقا اهلی شد و به عنوان یک حیوان باربر مورد استفاده قرار گرفت. خاستگاه همه خرهای امروزی احتمالا به دوره اهلی سازی باز می‌گردد. همزمان در یمن هم تلاش‌هایی برای اهلی کردن خر انجام شده است. این اهلی‌سازی با خشک شدن صحرای بزرگ آفریقا همزمان بود. این تغییرات آب‌وهوایی و نیاز به جابجایی، اهلی‌سازی و استفاده از خرها را لازم کرد.

## نماد کم‌هوشی
در مصر باستان خر نماد کودنی بود و افراد کم‌هوش را به صورت یک خر نقاشی می‌کردند. رومیان هم برخورد با خر را بدیُمن می‌دانستند.

## تاثیر بر تمدن انسانی
در طول تاریخ از خرها برای جابجایی مصالح ساختمانی برای ساخت بناها، خوراک، و نیازهای بشری استفاده زیادی شده است. در جنگ‌ها از خرها و سایر اسب‌سانان برای جابجایی وسایل نقلیه چرخدار و رساندن تجهیزات و آذوقه به نیروهای نظامی استفاده می‌شد.
ارزش خرها در مصر و  بین‌النهرین به اندازه‌ای بود که در برخی موارد با پادشاهان به خاک سپرده می‌شدند. البته نمونه خرهایی که به تنهایی دفن شده‌اند نیز وجود دارد. همچنین در هزاره دوم پیش از میلاد عنوان بخشی از مراسم با امضای پیمان‌ها خرها را قربانی می‌کردند.
خرها در مقایسه با اسب‌ها سازگاری بیشتری برای زندگی با انسان داشتند.

## تغذیه
خرها دستگاه گوارش نیرومندی دارند که قادر به هضم موارد خوراکی زبر است. گوارش خرها از اسب‌ها کارامدتر است. یک خر نسبت به یک اسب با وزن و قد برابر به غذای کمتری نیاز دارد. میزان غذای مورد نیاز یک خر حدوداً ۱٫۵ درصد وزن بدن او است.
در مورد تغذیه مناسب برای خرها اختلاف نظر است. بعضی معتقدند که تنها کاه (به ویژه کاه جو) همراه با چریدن در تابستان و یونجه خشک در زمستان برای تغذیه خرها کافی است و همه مواد غذایی مورد نیاز ایشان از این طریق تأمین می‌شود. اما برخی دیگر افزودن دانه‌های غلات به غذای خر را توصیه می‌کنند و برخی نیز تغذیه خر با کاه را اشتباه می‌دانند.

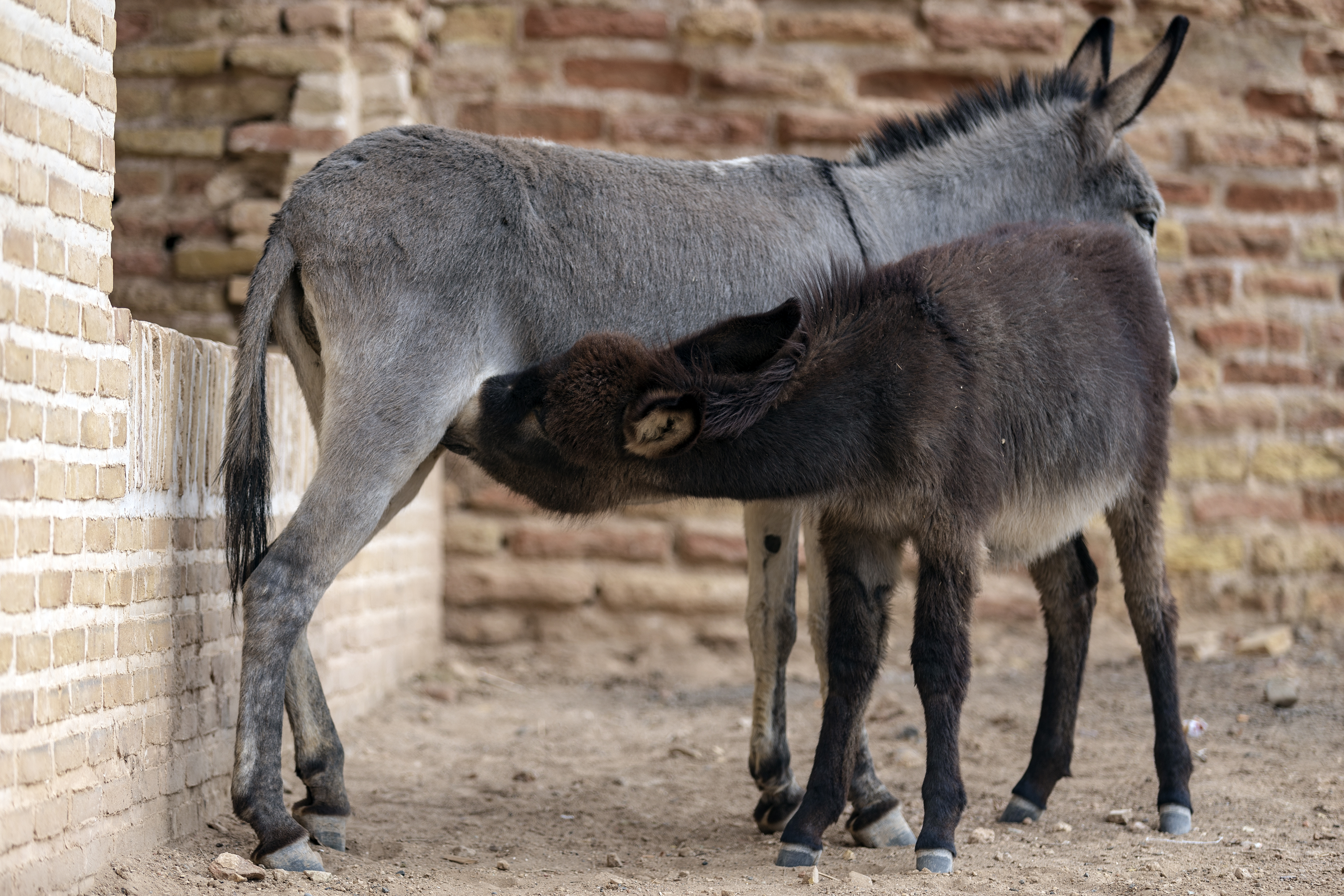
شیر خوردن کره الاغ از پستان مادر

## کاربردها

### اقتصادی
خر برای دستکم ۵۰۰۰ سال به عنوان حیوان کاری برای خدمت به انسان استفاده شده‌است. از بیش از ۴۰ میلیون خر در جهان، حدود ۹۶ درصد در کشورهای در حال توسعه هستند که از آنها به عنوان حیوانات باری یا برای کارهای کشیدنی در جابجایی یا کشاورزی استفاده می‌شود. بعد از انسان، خر ارزانترین نیروی کار در کشاورزی است.

### طب سنتی چینی
ژلاتین پوست خر حاصل از جوشیدن پوست خر در آب، یک محصول دارویی سنتی چینی برای افزایش هموگلوبین و گلبول‌های سرخ است. آلت نری، استخوان، خون، معده و دل و روده، چربی، و شیر خر کاربرد دارویی دارند.

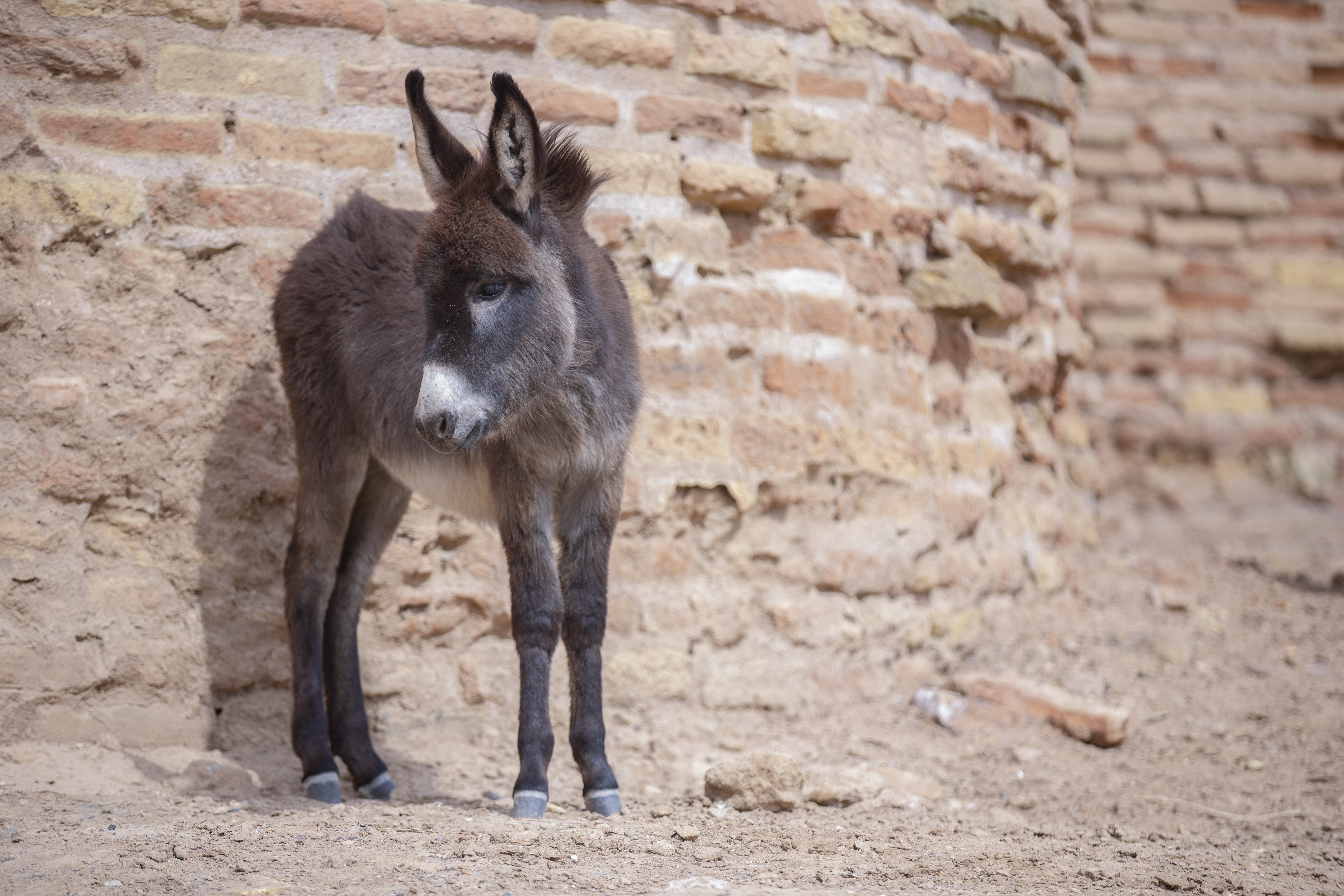
یک کره الاغ جوان که هنوز از شیر مادر تغذیه می‌کند

### میدان جنگ
در طول جنگ جهانی اول جان سیمپسون کرکپاتریک، یک برانکاردبر بریتانیایی که برای سپاه ارتش استرالیا و نیوزلند خدمت می‌کرد و ریچارد الکساندر «دیک» هندرسون از لشکر بهداری نیوزیلند از خرها برای نجات سربازان آسیب دیده از میدان نبرد گالیپولی استفاده کردند.
به گفتهٔ نویسندهٔ غذایی، متیو فورت، در ارتش ایتالیا از خر استفاده می‌شد. تفنگداران چخماقی کوهستان هر یک، یک خر برای حمل ادوات جنگی خود داشتند که در شرایط اضطراری می‌توانست خود حیوان نیز خورده شود.
همچنین خرها برای حمل مواد منفجره در  شامل جنگ در افغانستان و غیره استفاده شده‌اند.

### ادبیات
ایرج میرزا شعری طنز دربارهٔ مناظرهٔ انسان با خر دانا سروده‌است. همچنین مولوی و فردوسی، هر یک در شعری، دربارهٔ انسان‌هایی که کارهای تقلیدیِ ندانسته انجام می‌دهند، داستانی مشترک از شخصی که رابطهٔ جنسی با خر را بدون کدو از دیگری تقلید کرده مثال زده‌اند.

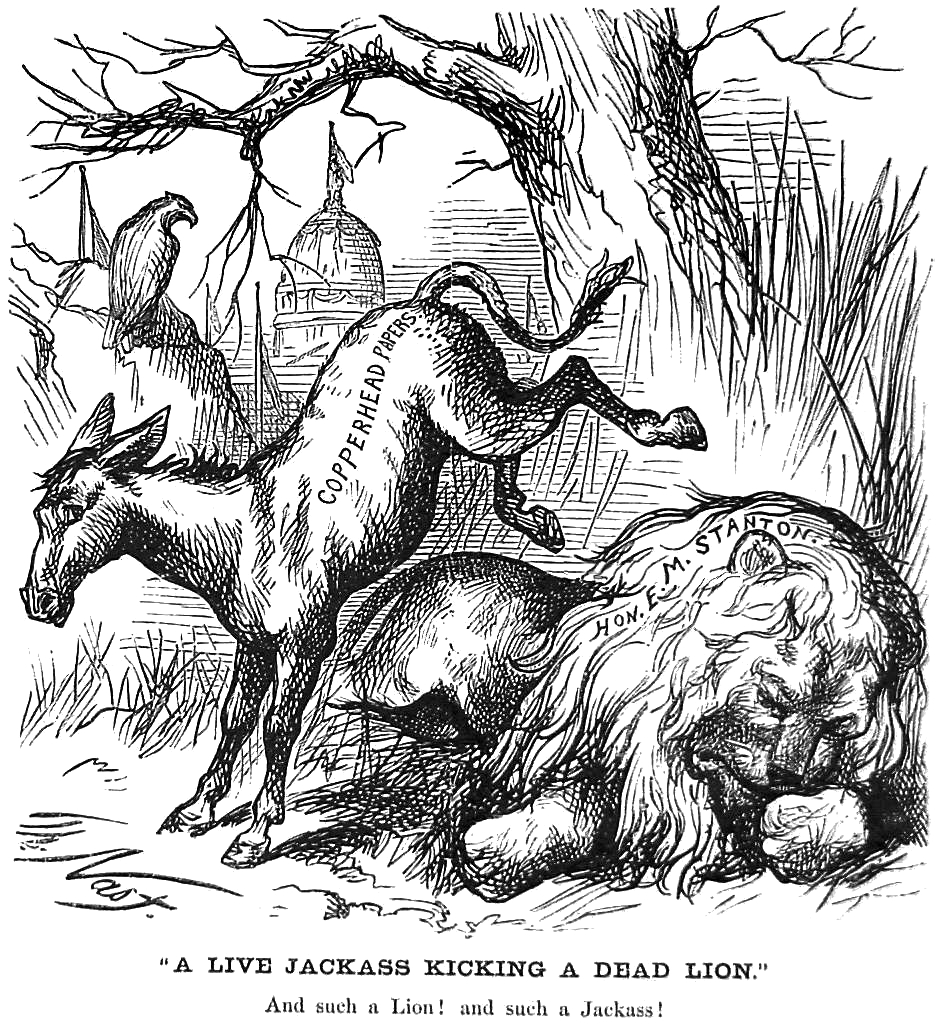
«یک خر زنده در حال لگد زدن به یک شیر مرده»، طراحی توسط توماس نَست، مجلهٔ هفتگی هارپر (۱۹ ژانویهٔ ۱۸۷۰)

### سیاست
اندرو جکسون یکی از اولین رهبران برجستهٔ حزب دموکرات ایالات متحده آمریکا بود. دشمنان او نام او را به «جک‌اس» به عنوان یک اصطلاح مضحک از یک حیوان نفهم تعریف کردند. اما دموکرات‌های آمریکا از پیامدهای آن استقبال کرده و آن را به عنوان نماد خود برگزیدند. از این رو خر به یک نشان ماندگار و نیمه رسمی برای حزب دموکرات تبدیل شد. بیشترین تأثیر ماندگار آن از کارتون‌های ۱۸۷۰ توماس نَست در مجلهٔ هفتگی هارپر می‌آید.

### آشپزی

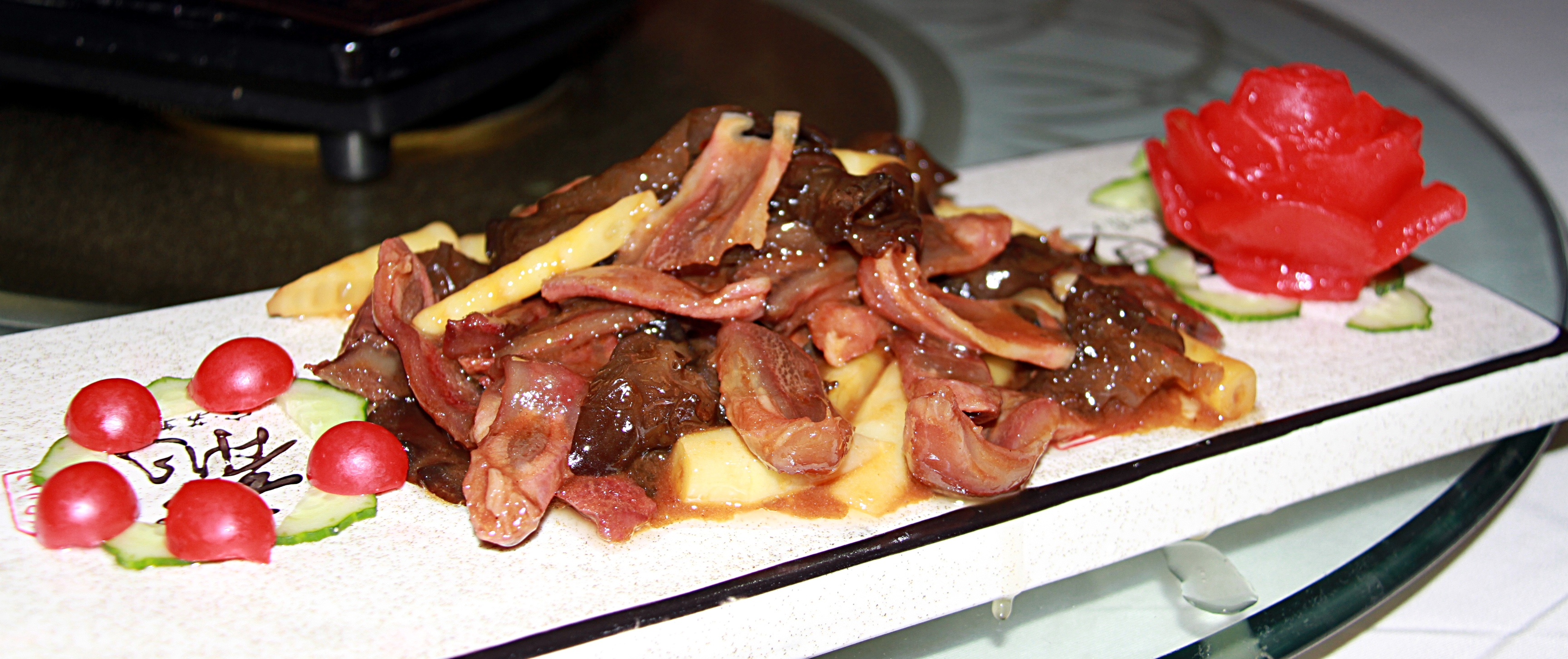
خوراک آلت نری خر در رستورانی در پکن

در شرق آسیا از گوشت، پوست و تقریباً همه اعضای خر در آشپزی استفاده می‌شود. یک ضرب‌المثل قدیمی چینی می‌گوید: «خوراک اژدها در آسمان (بهشت) و خوراک خر روی زمین». از آلت تناسلی این حیوان در پخت غذا استفاده می‌شود و برخی رستوران‌ها چون رستوران‌های گوا لی ژوانگ به عرضهٔ این غذا می‌پردازند. رستوران‌های گوا لی ژوانگ متخصص در ارائه خوراک از آلات تناسلی و دنبلان گونه‌های مختلف حیوانات است. چینی‌ها معتقدند که خوردن آلت نری می‌تواند قوای جنسی را تقویت کند.
از دیگر غذاهایی که با گوشت خر تهیه می‌شود می‌توان به خربرگر اشاره کرد.

### شیر خر
خر نه تنها به عنوان بارکش مفید است بلکه شیر آن هم سودمند است. چون کازئین آن کمتر از شیر گاو و شیرینی آن بیشتر است. بنابراین برای افرادی که سوءهاضمه دارند و آن‌هایی که مبتلا به بیماری سل هستند بسیار سودمند است.

## آلت تناسلی
آلت تناسلی این جانور در آشپزیِ کشورهای خاور دور به کار می‌رود. اندازهٔ آلت تناسلی خر نر در حالت برانگیختگی (نعوظ) به چهل تا شصت سانتی‌متر می‌رسد که گرچه در مقایسه با انسان بسیار بزرگ است، اما در مقایسه با سایر جانوران (بدون توجه به جثهٔ جانور) رکورددار نیست. آلت نهنگ دو و نیم متر، آلت فیل یک و نیم متر، و آلت گاومیش آمریکایی ۹۰ سانتی‌متر طول دارد.

## روز جهانی خر
به منظور عدم فراموشی و توجه به خدمات چند هزار ساله اين چارپای زحمت‌کش به انسان، روز هشتم ماه می به عنوان روز جهانی خر نامگذاری شده است.

## نکته‌ها
1. ↑  مشارکت‌کنندگان ویکی‌پدیا. «Guo Li Zhuang». در دانشنامهٔ ویکی‌پدیای انگلیسی.